# ツルヤ (スーパーマーケット)
ツルヤ (TSURUYA) は、長野県小諸市に営業本部を置く株式会社ツルヤが長野県および群馬県に展開するスーパーマーケットチェーン。全国スーパーマーケット協会 (NSAJ) 正会員、CGCグループ加盟。以前は日本スーパーマーケット協会 (JSA) 通常会員でもあった。

## 歴史
1892年（明治25年）、当時の北佐久郡小諸町（現・小諸市）において海産肥料商「初代鶴屋菊之助」として創業。商号の「鶴屋」は創業者である掛川菊之助が生まれた旅館名にちなむ。1950年（昭和25年）、「株式会社つるや」設立。設立者は掛川誠司である。1960年（昭和35年）、小諸市で初となるスーパーマーケットを開店した。1965年（昭和40年）、小諸市相生町に「小諸店」を新築し移転。同店の売場面積は220坪で、ワンフロアのスーパーマーケットとしては当時長野県内で最大規模であった。その後、長野県東信地方の各地に出店した。
1991年（平成3年）、社名を現在の「株式会社ツルヤ」に変更し、コーポレートアイデンティティ (CI) を導入。1995年（平成7年）に北信地方、2004年（平成16年）に中信地方、2011年（平成23年）に南信地方へと進出し、長野県4地域すべてに進出を果たした。
2020年（令和2年）には群馬県に進出。初の県外進出先がフレッセイやベイシアの本部、およびベイシアの旗艦店があるショッピングセンター「パワーモール前橋みなみ」の至近ということで注目された。上毛かるたで「つる舞う形」と謳われる群馬県ではスーパーマーケットやドラッグストア間の競争が過熱しており、上毛新聞は地元企業だったしみずスーパーが廃業した際、ツルヤの出店攻勢も競争激化の一因と報じている。
なお、小諸店は店舗狭隘・老朽化を理由として2018年（平成30年）1月31日の営業をもって一時休業し、2021年（令和3年）10月14日に小諸市の複合型中心拠点誘導施設「こもテラス」内に入所し営業を再開している。

### 沿革
特記なき場合は公式ウェブサイトによる。
- 1892年（明治25年） - 長野県北佐久郡小諸町（現・小諸市）において海産肥料商「初代鶴屋菊之助」として創業。
- 1950年（昭和25年） - 「株式会社つるや」設立。
- 1965年（昭和40年） - 「小諸店」を新築開店。
- 1981年（昭和56年） - 総合センター完成。
- 1988年（昭和63年） - 営業本部を現在の所在地に移転。
- 1990年（平成2年） - 『100年の心・鮮・味 : ツルヤ創業100周年記念誌』刊行[13]。
- 1991年（平成3年） - 社名を現在の「株式会社ツルヤ」に変更、CI導入。
- 1995年（平成7年） - 「徳間店」を開店し長野県北信地方に進出。
- 1998年（平成10年） - 「誠志ツルヤ奨学会」設立[14]。

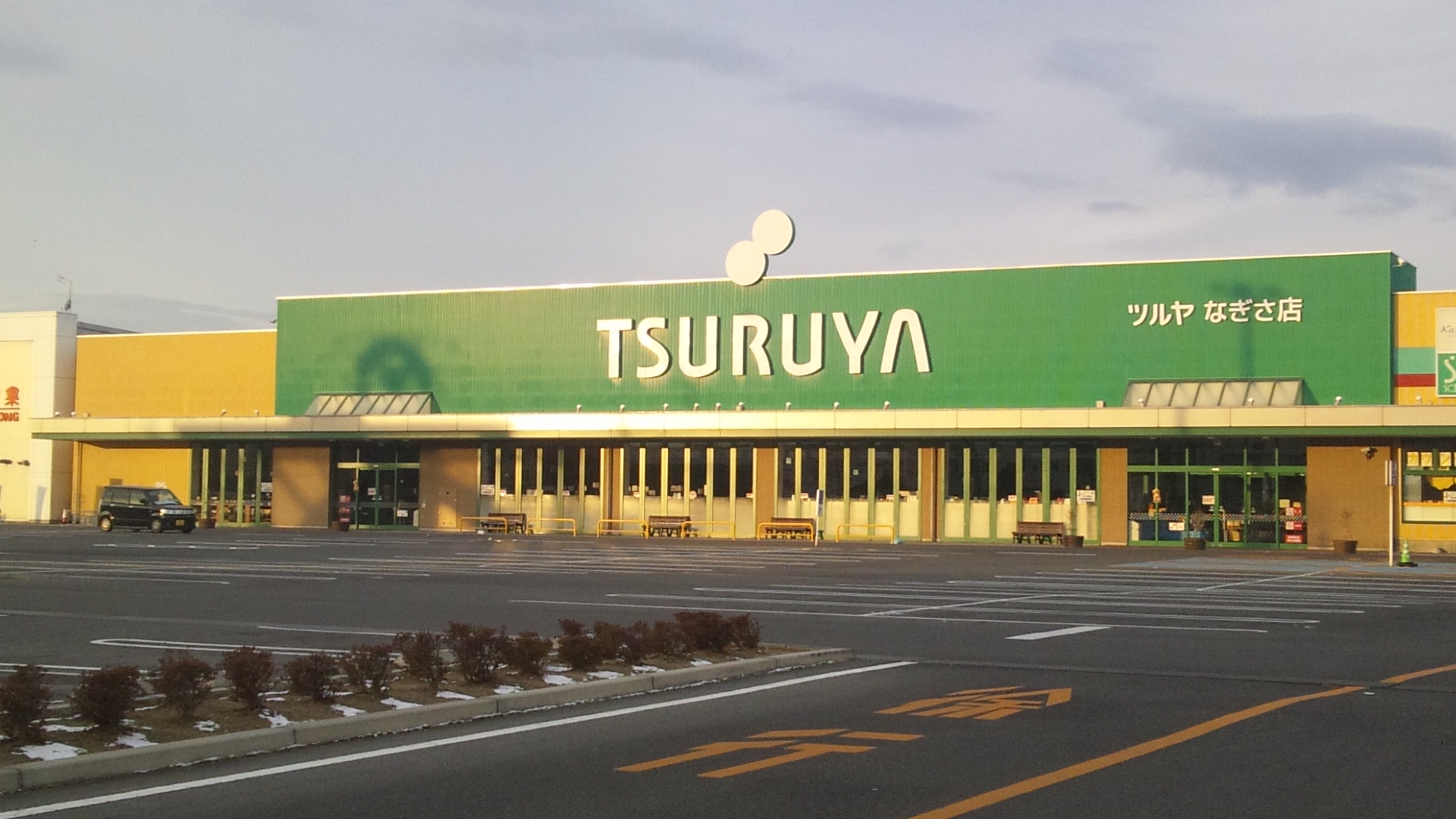
2004年（平成16年） - 「なぎさ店」を開店し長野県中信地方に進出。
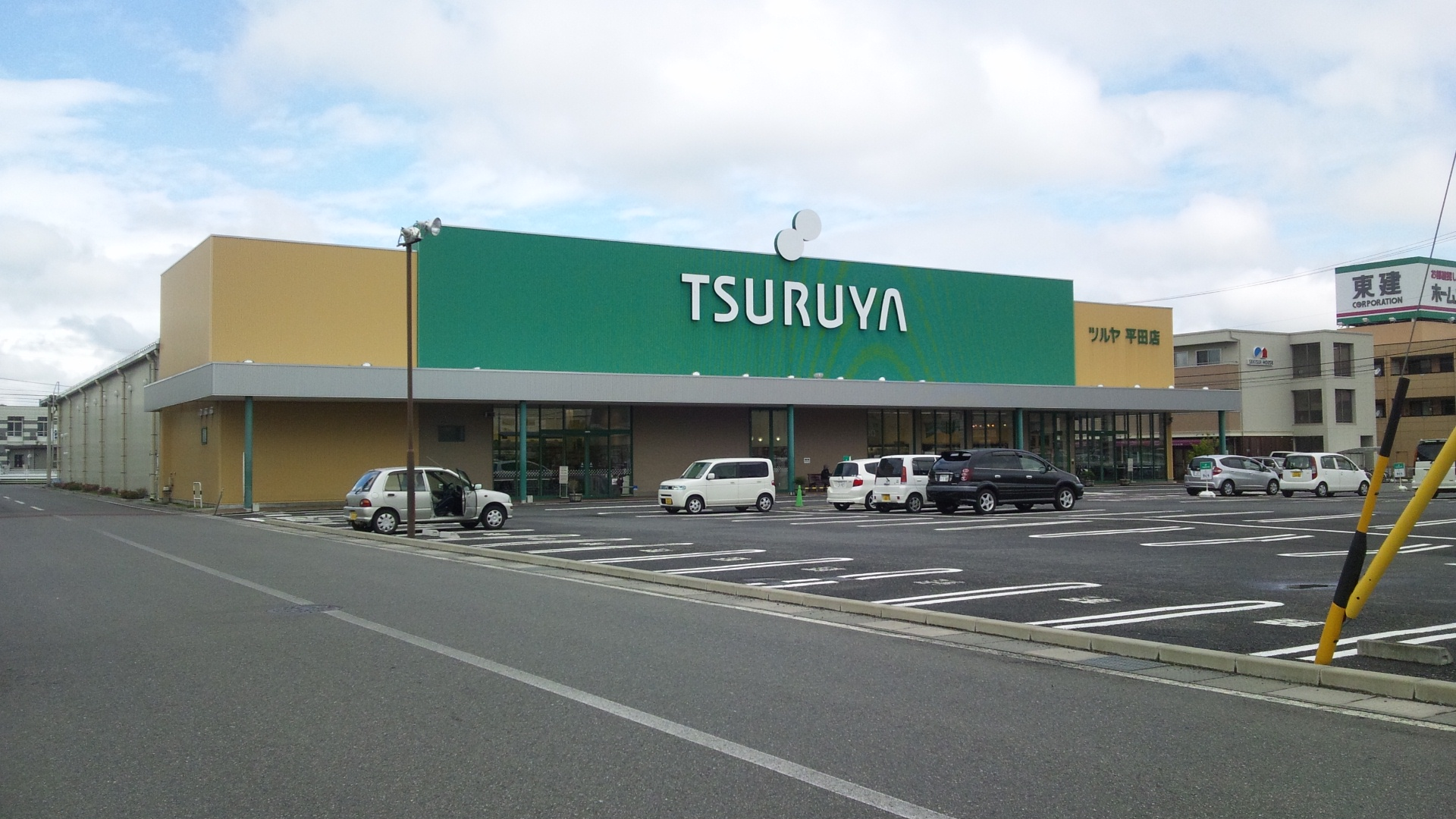
平田店
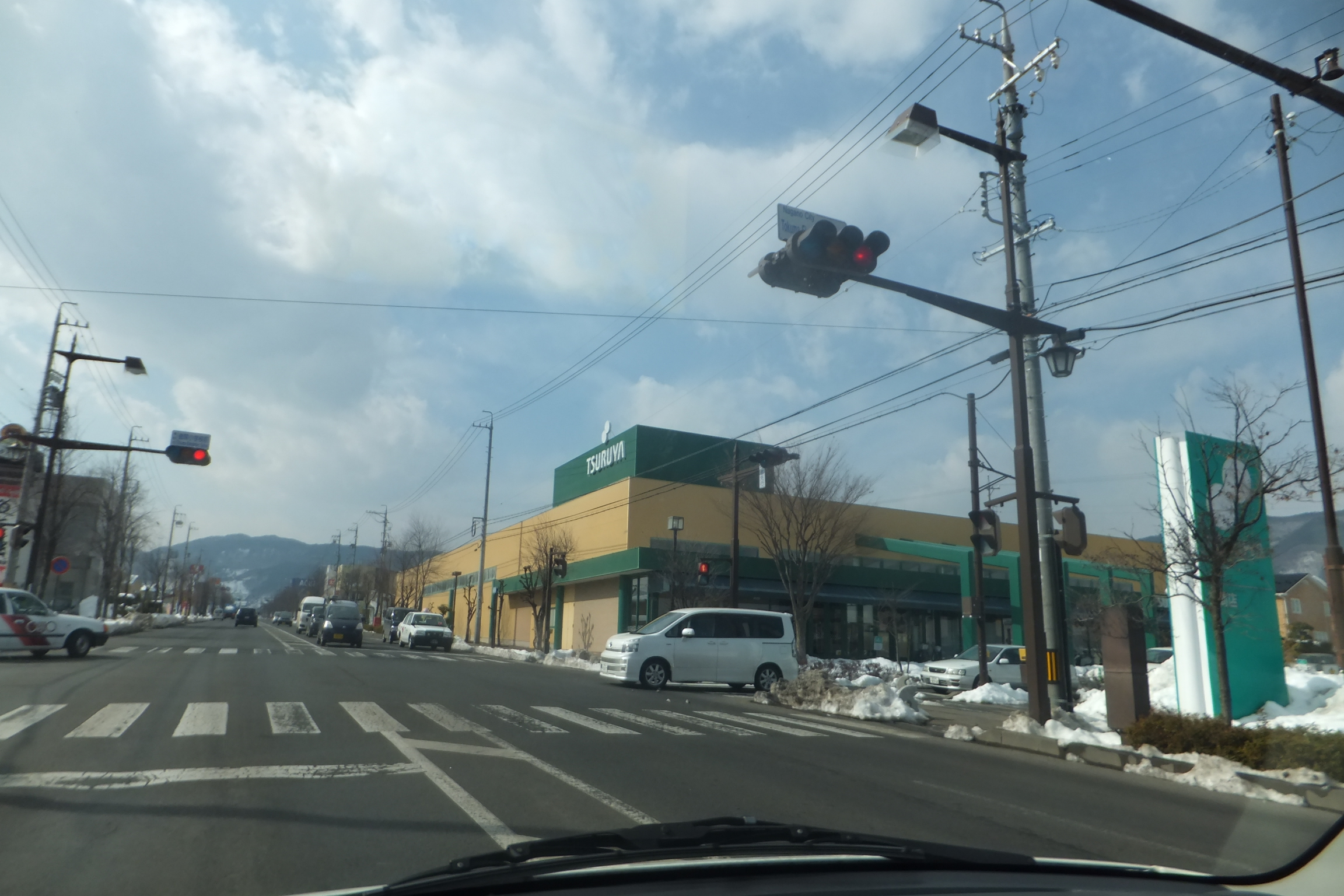
徳間店
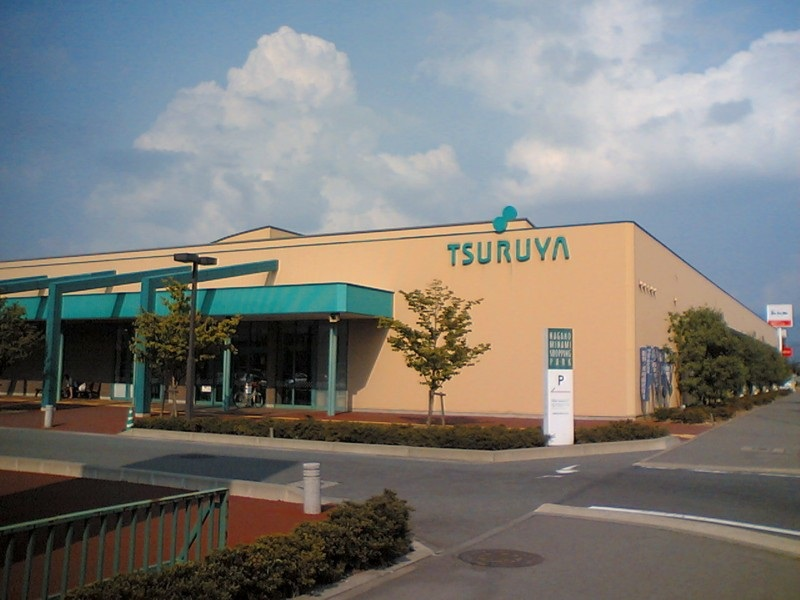
2011年（平成23年） - 上田中央店店長がNSAJ主催「第3回 日本スーパーマーケット ベスト店長大賞」（新店部門）受賞[15]。「伊那福島店」を開店し長野県南信地方に進出。
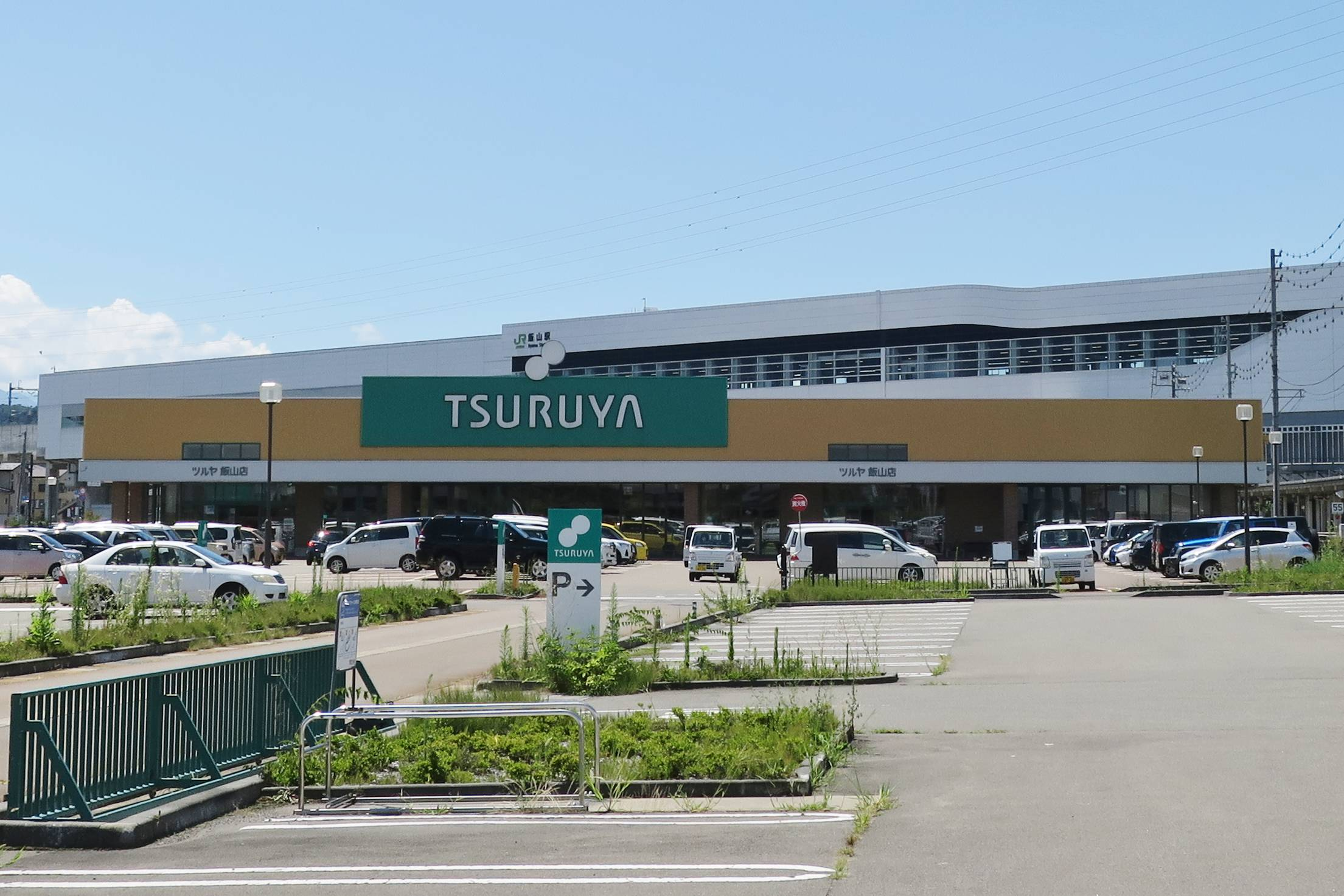
飯山店（背後は飯山駅）

- 2012年（平成24年） - 創業120周年を機に「TRY 120ビジョン」を策定[16]。
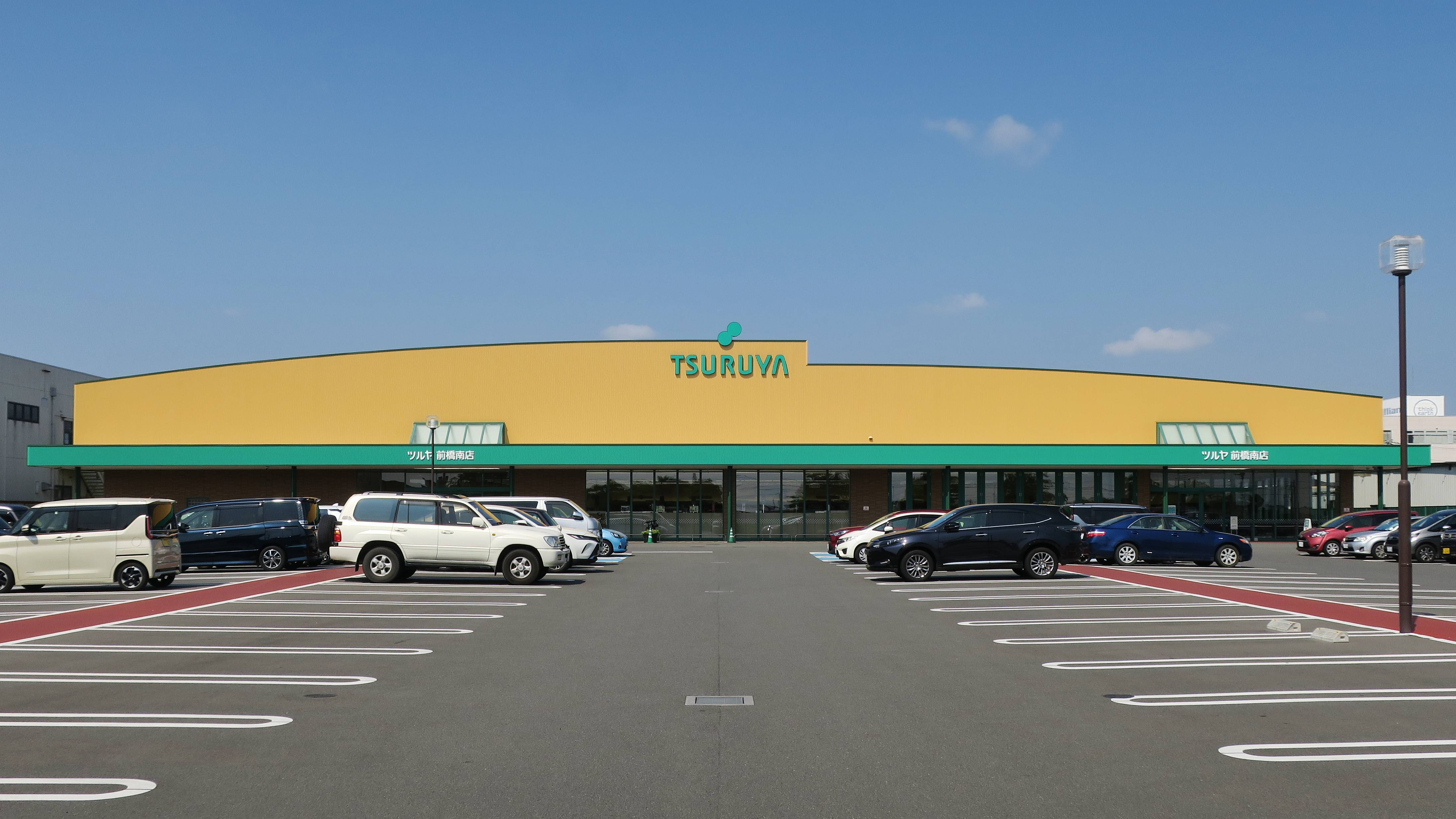
2020年（令和2年） - 「前橋南店」を開店し群馬県に進出。公募によりイメージキャラクター「シンちゃん」・「サワちゃん」命名[17]。
- 2022年（令和4年） - 創業130周年を機に「TRY 130ビジョン」を策定[18]。ECサイト「ツルヤ オンラインストア」リニューアル[19]。

## 店舗
特記なき場合は公式ウェブサイト（会社概要、店舗情報）およびファースト・ファイブエース「日本全国スーパーマーケット情報」 (AJSM)、経済産業省 大規模小売店舗立地法第6条5項に基づく届出一覧による。濃灰色は閉店した店舗を示す。 
| 番号 | 店舗           | 所在地                                                                        | 開店                   | 駐車台数 | 備考                                                 |
| ---- | -------------- | ----------------------------------------------------------------------------- | ---------------------- | -------- | ---------------------------------------------------- |
| 001  | 小諸店         | 長野県小諸市相生町2-2-22 こもテラス2F                                         | 1965年                 | 110      | 2009年3月改装、2018年1月31日閉店、2021年10月14日新装 |
| 002  | 野沢店         | 長野県佐久市野沢129-1                                                         | 1970年                 | 207      | 2009年6月改装、2018年6月9日改装                      |
| 003  | 臼田店         | 長野県佐久市臼田2254                                                          | 1971年                 | 230      | 2004年12月改装                                       |
| 004  | 丸子店         | 長野県上田市中丸子1647-7                                                      | 1972年                 | 293      | 2006年10月改装、2018年1月19日改装                    |
| 005  | みかげ店       | 長野県小諸市御影新田2590-1                                                    | 2000年07月19日         | 355      | 2008年11月改装                                       |
| 006  | 小諸東店       | 長野県小諸市御幸町2-2-26                                                      | 1986年                 | 262      | 1991年改装、2006年4月改装                            |
| 007  | 上田中央店     | 長野県上田市中央6-40-10                                                       | 2010年06月15日         | 204      |                                                      |
| 010  | 佐久中央店     | 長野県佐久市中込字大塚3020-1                                                  | 2016年11月10日         | 290      |                                                      |
| 011  | 神畑店         | 長野県上田市神畑700-1                                                         | 2014年07月05日         | 308      |                                                      |
| 012  | 佐久穂店       | 長野県南佐久郡佐久穂町高野町716 ショッピングパーク ラーチ内                   | 1989年（佐久町店）     | 322      | 1996年7月改装                                        |
| 013  | 立科店         | 長野県北佐久郡立科町芦田1125-1                                                | 1992年                 | 145      | 2005年7月改装                                        |
| 014  | 山口店         | 長野県上田市上田1221-1                                                        | 2000年10月03日         | 457      | 2007年6月改装、2021年4月21日改装                     |
| 015  | 御代田店       | 長野県北佐久郡御代田町馬瀬口1743-1                                            | 1994年                 | 315      | 2008年10月改装、2019年9月23日閉店、2020年4月23日開店 |
| 016  | 軽井沢店       | 長野県北佐久郡軽井沢町長倉2707                                                | 1996年                 | 486      | 2007年4月改装、2017年12月12日改装                    |
| 017  | 塩田店         | 長野県上田市保野751-2                                                         | 1997年                 | 189      | 2007年11月改装、2020年6月25日改装                    |
| 018  | かのう店       | 長野県東御市和3178                                                            | 2000年06月22日         | 183      | 2005年11月改装、2014年11月1日改装                    |
| 031  | なぎさ店       | 長野県松本市渚1-7-1 なぎさライフサイト内                                      | 2004年06月24日         | 732      | 2018年3月17日改装                                    |
| 032  | 平田店         | 長野県松本市平田東2-21-1 ステーションタウンひらた内                           | 2005年06月16日         | 297      |                                                      |
| 033  | 広丘店         | 長野県塩尻市広丘堅石2145-180                                                  | 2006年06月16日         | 260      | 2021年3月18日改装                                    |
| 034  | 並柳店         | 長野県松本市並柳2-411-1                                                       | 2011年06月02日         | 243      |                                                      |
| 035  | 山形店         | 長野県東筑摩郡山形村8030 アイシティ21内                                       | 2013年10月             | 1,707    |                                                      |
| 036  | 池田店         | 長野県北安曇郡池田町大字池田2855                                              | 2017年06月09日         | 384      |                                                      |
| 037  | 穂高店         | 長野県安曇野市穂高2415 穂高ショッピングパーク内                               | 2022年06月23日         | 490      |                                                      |
| 051  | 徳間店         | 長野県長野市徳間3075                                                          | 1995年                 | 203      | 2003年11月改装、2014年11月13日改装                   |
| 052  | 長野南店       | 長野県長野市稲里町中央1-23-1                                                  | 1998年                 | 232      | 2007年10月改装                                       |
| 053  | 稲荷山店       | 長野県千曲市稲荷山1332                                                        | 1998年                 | 253      | 2005年3月改装                                        |
| 054  | 須坂西店       | 長野県須坂市須坂1605-1                                                        | 1999年                 | 232      | 2009年11月改装                                       |
| 055  | 一本木店       | 長野県中野市大字竹原116-1                                                     | 2004年10月28日         | 220      |                                                      |
| 056  | 松代店         | 長野県長野市松代町西寺尾1214                                                  | 2008年06月12日         | 210      | 2019年10月台風19号被災、2019年11月21日再開           |
| 057  | 小布施店       | 長野県上高井郡小布施町大字中松字母子塚570-1                                   | 2012年06月22日         | 255      |                                                      |
| 058  | 青木島店       | 長野県長野市青木島4-4-5 青木島ショッピングパーク内                            | 2014年02月19日         | 503      |                                                      |
| 059  | 飯山店         | 長野県飯山市大字飯山772-5                                                     | 2015年07月10日         | 230      |                                                      |
| 060  | 長野中央店     | 長野県長野市平林1-34-26                                                       | 2016年06月23日         | 207      |                                                      |
| 071  | 伊那福島店     | 長野県伊那市福島178-1 伊那福島ショッピングパーク内                            | 2011年10月28日         | 285      |                                                      |
| 072  | 赤穂店         | 長野県駒ヶ根市赤穂10271-1                                                     | 2012年10月17日         | 247      |                                                      |
| 073  | 上諏訪店       | 長野県諏訪市諏訪1-6-1 アーク諏訪1F                                            | 2019年02月21日         | 370      |                                                      |
| 074  | 茅野店         | 長野県茅野市本町東10-58                                                       | 2020年03月26日         | 301      |                                                      |
| 101  | 前橋南店       | 群馬県前橋市公田町668-1                                                       | 2020年11月12日         | 420      |                                                      |
| 102  | みどり店       | 群馬県みどり市笠懸町鹿3916-1                                                  | 2021年06月24日         | 315      |                                                      |
| 103  | 吉岡店         | 群馬県北群馬郡吉岡町大字大久保538番1                                          | 2022年10月13日         | 400      |                                                      |
| 104  | ローズタウン店 | 群馬県前橋市江木町1033-69                                                     | 2023年06月21日         | 585      |                                                      |
| －   | かんら店       | 群馬県甘楽郡甘楽町大字福島字久保田384番1                                      | 2024年09月20日（予定） | 352      | [ 24 ] [ 25 ]                                        |
| －   | 中軽井沢店     | 長野県北佐久郡軽井沢町長倉字滝ヶ沢3521 （長野県北佐久郡軽井沢町中軽井沢3521） | 1975年（軽井沢店）     |          | 1998年12月31日閉店、2000年12月31日廃止               |
| 007  | 上田東店       | 長野県上田市常田3-418-1                                                       | 1977年                 |          | 2010年5月24日廃止、2010年6月閉店                     |
| 009  | 滋野店         | 長野県東御市滋野1628-1                                                        | 1987                   |          | 2006年3月改装、2015年2月22日閉店・廃止               |
| －   | 大屋店         | 長野県上田市岩下235                                                           | 1985年（岩下店）       |          | 1990年6月改装・店名変更、2004年8月31日閉店・廃止     |
| 010  | 中込原店       | 長野県佐久市中込3211-5                                                        | 1988年                 | 118      | 1994年10月改装、2016年10月29日閉店                   |
| 011  | 上田原店       | 長野県上田市上田原449-2                                                       | 1988年                 |          | 2004年4月改装、2014年6月19日閉店・廃止               |
| －   | 上田西店       | 長野県上田市常磐城5-826-1外                                                   | 1992年                 |          | 2000年8月31日廃止                                    |

- なぎさ店
- 平田店
- 徳間店
- 長野南店
- 飯山店（背後は飯山駅）
- 前橋南店

## 特徴
| 期        | 売上高 （億円） |
| --------- | --------------- |
| 2013年6月 | 0686            |
| 2014年6月 | 0733            |
| 2015年6月 | 0764            |
| 2016年6月 | 0810            |
| 2017年6月 | 0850            |
| 2018年6月 | 0860            |
| 2019年6月 | 0898            |
| 2020年6月 | 0967            |
| 2021年6月 | 1067            |

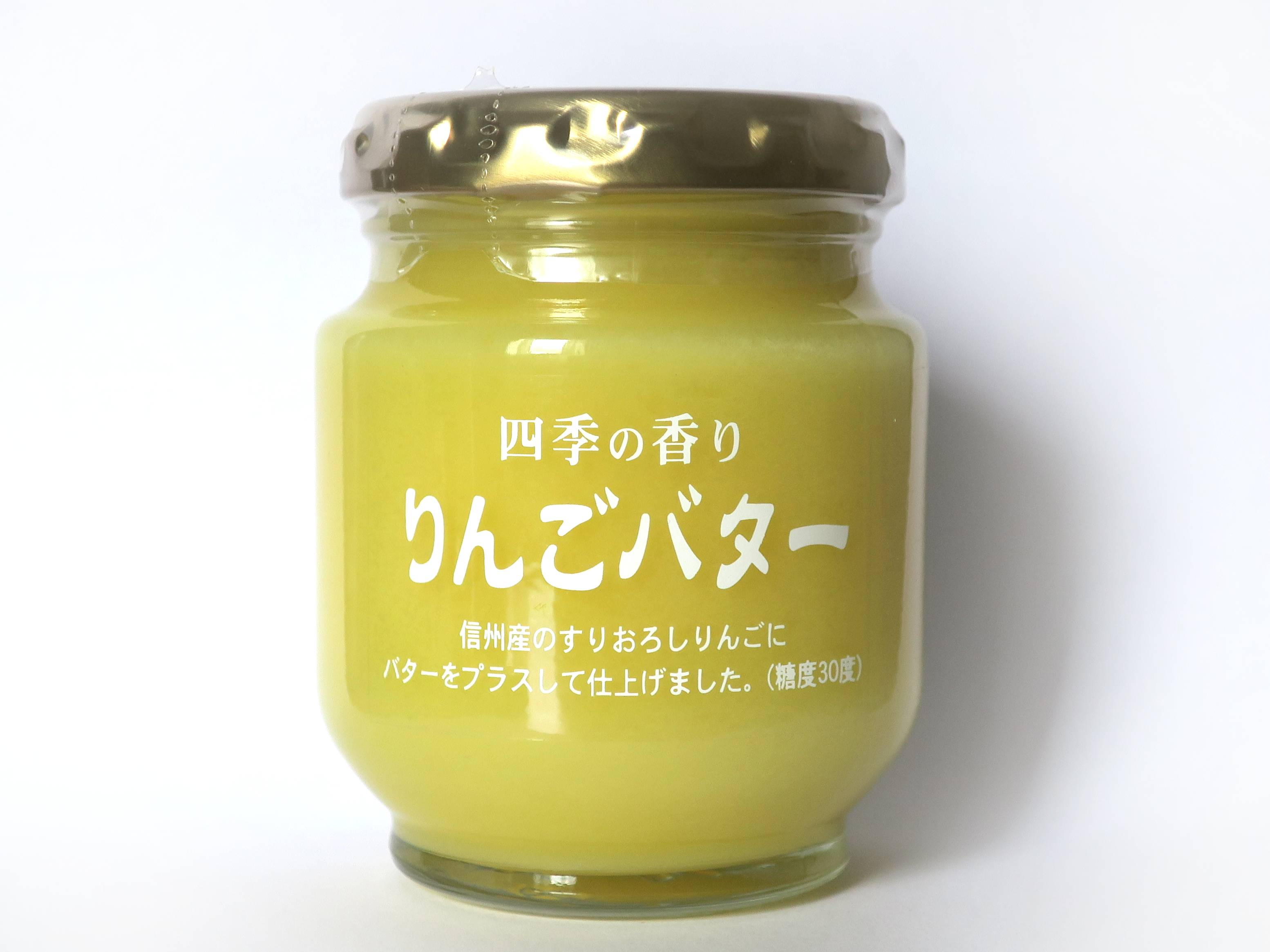
四季の香り りんごバター
2006年発売開始。ジャムとバターを混ぜてみようという発想から生まれた商品。2016年頃にマスメディアで取り上げられ知名度が向上した。

店舗の売場面積を2000平方メートル前後とし、売場レイアウトや商品政策 (MD) を標準化することで運営コストを低減している。自社店舗を核とする自社開発のネイバーフッド（近隣）型ショッピングセンター (NSC) は「ショッピングパーク」と呼ばれる。
地元長野県内の生産者・企業などと共同開発したプライベートブランド (PB) 商品を多数開発し、化学調味料不使用・減塩・有機素材使用といったこだわりの商品群で、顧客や競合他社からの関心を集めている。高度経済成長期の公害問題から、1975年（昭和50年）の「無添加ハム」など食の安全を重視し拡充を進めていった。
群馬県の店舗においては群馬県産の商品を多数陳列することでローカライズを図っている。長野県から物流の都合が良いことから、将来的には長野県内の店舗数と売り上げを同じ規模に拡大したいとしている。
こうした県外進出やPB拡充といった取り組みにより、同社の2021年（令和3年）度の売上高は初めて1000億円を超えた。19期連続の増収で、長野県内の小売業としては首位を独走している状態である。次点のデリシア（同期約700億円）は2016年（平成28年）にマツヤを吸収合併した際、売上高は単純計算でツルヤを上回ると信濃毎日新聞が報じたが、その後の売上高は横ばいで、増収を続けるツルヤが引き離す形となっている。
2022年7月時点で、実店舗における現金以外の決済手段はクレジットカード（VISA、MASTER、JCB、AMEX、DINERS）のほか、三菱UFJニコスギフトカードを始めとするギフト券（一部例外あり）、ツルヤ商品券となっている。QRコード決済や電子マネーへの対応はアナウンスされていない。ECサイト「ツルヤオンラインストア」では各種クレジットカードのほか、代金引換やクロネコ代金後払いサービスが利用できる。ただし店内製造品については店舗支払いのみとしている。
mitorizが2022年に実施した顧客アンケート調査によると、商品の品質・品揃えの良さに加え、価格に対する満足度が高いと分析された。一方、人気商品が品切れとなりがちなことへの対策と、QRコード決済への対応が要望として挙げられた。

## 組織
公式ウェブサイトによる。
- 会長・社長
  - 販売部
    - 各店舗
    - 本部 - 販売促進・トレーナー・エデュケーター

  - 商品部
    - 青果部門・精肉部門・鮮魚部門・日配部門・一般食品部門・菓子部門・日用雑貨部門・デリカ部門
    - 共配センター - ツルヤ東御共配センター・ツルヤ大屋共配センター

  - 業務
    - 労務・総務・経理・E.D.P・関連会社

  - 店舗開発

## 企業理念・ポリシー・ビジョン・象徴
企業使命・経営姿勢・行動規範
利用する消費者に対し豊かな食生活を提供するとの観点より、高品質・高鮮度の商品提供や従業員教育など、顧客満足度の向上のために、以下の様な企業理念等を定めている。

企業使命
豊かな食生活を創造する
経営姿勢
お客さまの夢に商品で応える
行動規範
誠意と熱意で仕事に喜びを創る
—「TSURUYAホームページ 会社情報>企業理念」より,

ポリシー
「新鮮」をキーワードとして、利用する消費者との良好なコミュニケーションの構築、消費者ニーズと生産者とをつなぐことによる商品開発の活性化、商品管理や受発注システムなどIT化によるコスト削減、といったものを、以下の様にポリシーとして纏めている。

「新鮮」をコミュニケート - お客さまとのふれあいのドラマ
「新鮮」をプロデュース - 生産者直結型の商品生産
「新鮮」をバックアップ - オンライン&ネットワークシステム
—「TSURUYAホームページ 会社情報>ポリシー」より,

TRY 130ビジョン
2022年1月、創業130周年をとなるのを機に、10年後の目標を「1店舗当たり年間来店客数100万人」と定め、その達成のための施策として、商品力の強化、魅力ある店舗創り、世相の変化に対応した店舗戦略、従業員の生産性向上といったものを次の様に「TRY 130ビジョン」として取りまとめた。

TRY 130ビジョン
1. 商品ビジョン
最高レベルの鮮度・おいしさ・旬と、安さを追求します。
2. 店舗ビジョン
楽しい買物体験ができる、地域No.1の買いやすいお店をめざします。
3. 事業ビジョン
より多くのお客さまに支持される New S.S.M 事業を推進します。
組織と従業員
生産性を高め、一人ひとりが誇りと自主性をもって働ける仕組みと風土をつくります。
—「TSURUYAホームページ 会社情報>TRY 130ビション」より,

ロゴマーク
漢字の「心」の点々を図案化したもので、会社と顧客との心の一体化を願ってのデザインである。
イメージキャラクター
シンちゃん・サワちゃん - タンチョウヅルの男の子と女の子。2020年の創業128周年の決算セールにおいて名前を公募、新鮮の「新」から「シンちゃん」（男の子）、さわやかの「さわ」から「サワちゃん」（女の子）と名付けられた。創業時に誕生したとの設定で、年齢は2020年時点で128歳としている。

## 関連人物
掛川菊之助
安政6年（1859年）、小諸本町の旅館「つるや」を営む小林家に生まれる。上田で商人の修行をし、掛川つぐと結婚、婿養子となる。1892年（明治25年）、海産肥料商「初代鶴屋菊之助」開業。主に大豆や魚類のかすによる肥料を扱っていた。事業は好調で仲間とともに会社を設立。しかし放任経営が災いし資金倒れが多発、倒産し多額の借金を背負う。1912年（明治45年）6月2日、52歳で死去した。
掛川権左衛門
1893年（明治26年）、中山道・和田宿本陣の長男として生まれる。真面目な性格で、遊びで散財する実父を尻目に、商人となるべく鶴屋へと奉公に出る。そこで菊之助の長女・とよと結婚、婿養子となる。菊之助の跡を継ぎ、1921年（大正10年）に借金を完済。戦時体制で経済統制が行われる際は、単身で各地の仕入れ先へ代金の支払いに赴いた。病に倒れ、1945年（昭和20年）2月24日に52歳で死去した。
掛川誠司
権左衛門の長男で、妻は志げる。行商中、顧客から「ついでに肉を」、「野菜を」と頼まれることがあり、いわゆるワンストップショッピングの着想に至る。戦時中は軍用機の工廠で従事したのち、日本軍の招集を受け教育兵として6か月間兵役に就いた。戦後、復刊した経済誌を読んでいたとき、アメリカ合衆国のスーパーマーケットに関する記事を目にし商機を見出す。1950年（昭和25年）に会社を設立し、『商業界』の倉本長治の一押しもあって、1960年（昭和35年）にスーパーマーケットを開業した。物珍しさから多くの客で賑わい、近隣商店からも暖かく迎えられた一方、新しい販売形態に戸惑う客や、従来の貸し売り（年2回払い）から現金売りへの転換に反発する客もあったという。1965年（昭和40年）に新築移転した「小諸店」では駐車場を店舗裏面ではなく正面に配置した。将来のモータリゼーションを見越してのもので、米国式スーパーを研究した成果とされる。高度経済成長期は公害と食の安全が社会問題となり、1975年（昭和50年）の「無添加ハム」など安全を重視したPB商品を拡充。このころ大規模小売店舗法（大店法）の規制を受け出店攻勢は一時足踏み状態となったが、EOSやPOSを導入し、商人の勘ではなく科学的かつ合理的な経営を志向した。小諸商工会議所第20代会頭（1990年4月 - 1993年3月）。

## 関連団体
- 株式会社シゲル（長野県小諸市本町3丁目1番10号、法人番号：8100001008487[48]） - 関連会社[30]。
- 株式会社アルプスリース（長野県小諸市御幸町2丁目1番20号、法人番号：3100001008343[49]） - 関連会社[30]。
- 掛川商事株式会社（かけがわしょうじ、長野県小諸市大字和田483番地8、法人番号：8100001008396[50]） - 関連会社[30]。
- 一般財団法人誠志ツルヤ奨学会（せいしツルヤしょうがくかい、長野県小諸市御幸町2丁目1番20、法人番号：6100005003627[51]） - 1998年（平成10年）10月12日設立。理事長は掛川興太郎。食品関連分野を学ぶ大学・短期大学・専修学校生で、長野県・群馬県出身もしくは長野県・群馬県内に在学中の学生に対し奨学金給与を行う[14]。
- 一般社団法人ツルヤ社員共栄会（ツルヤしゃいんきょうえいかい、長野県小諸市御幸町2丁目1番20号、法人番号：2100005012607[52]）
- ツルヤユニオン（長野県小諸市御幸町2丁目1-17、法人番号：3100005010428[53]） - 労働組合[43]。全国繊維化学食品流通サービス一般労働組合同盟（UAゼンセン）長野県支部流通部門加盟[54]。